# M/T Mate Balota
M/T Mate Balota je trajekt za lokalne linije, u sastavu flote hrvatskog brodara Jadrolinije. Izgrađen je 1988. u Brodogradilištu Kraljevica. Najprije je plovio na liniji Valbiska – Merag, a nakon toga i danas M/T Mate Balota je najčešće plovio na linijama oko Zadra. Trenutno plovi kao zamjena na liniji Dubrovnik – Suđurađ. Ime je dobio po Mati Baloti.
Kapaciteta je 440 putnika i 50 automobila.

## Vanjske poveznice
|  | Zajednički poslužitelj ima još gradiva o temi M/T Mate Balota |